# 1956년 대한민국 지방 선거
1956년 지방 선거는 1956년 대한민국에서 시행된 지방 선거로, 시·읍·면의회의원, 시·읍·면장 선거와 특별시·도의회의원 선거가 별개로 진행되었다. 당시 특별시장 및 도지사는 대통령이 임명토록 되어 있어 선거가 실시되지 않았다.

## 배경
기존의 지방 선거에서는 지방 의원들만을 선출할 뿐, 단체장들은 선거로 뽑지 않게 되어있었다. 그러나 1956년 지방자치법 개정안이 통과됨에 따라 제2차 지방 선거에서는 지방 의원들과 더불어 시·읍·면장들도 선거하게 되었다.

## 선거 정보
- 시·읍·면장 선거: 주민의 직접선거에 의하여 최다수득표자를 당선자로 결정
- 시·읍·면의회의원 선거: 주민의 직접선거에 의하여 선거구별 다수 득표자 수인을 당선자로 결정

## 시·읍·면장, 시·읍·면의회의원 선거
1956년 8월 8일에 실시되었다
- 선거인수: 209,815명
- 투표자수：181,863명
- 투표율(%)：86.6%
- 당선자:
  - 시·읍·면장: 582명
  - 시·읍·면의회의원: 16,961명

#### 시장 선거
정당별 당선자수
| 정당   | 당선자수 |
| ------ | -------- |
| 자유당 | 2        |
| 무소속 | 4        |
| 총합   | 6        |

| 지역     | 자유당 | 무소속 | 합계 |
| -------- | ------ | ------ | ---- |
| 충청북도 | 1      | 1      | 2    |
| 전라남도 | -      | 1      | 1    |
| 전라북도 | -      | 2      | 2    |
| 강원도   | 1      | -      | 1    |

#### 읍장 선거
| 정당               | 당선자수 |
| ------------------ | -------- |
| 자유당             | 8        |
| 민주당             | 1        |
| 대한독립촉성국민회 | 1        |
| 무소속             | 20       |
| 총합               | 30       |

| 지역     | 자유당 | 민주당 | 대한독립촉성국민회 | 무소속 | 합계 |
| -------- | ------ | ------ | ------------------ | ------ | ---- |
| 경기도   | -      | -      | -                  | 4      | 4    |
| 강원도   | -      | -      | -                  | 3      | 3    |
| 충청남도 | -      | 1      | -                  | 4      | 5    |
| 충청북도 | 3      | -      | -                  | -      | 3    |
| 전라남도 | 2      | -      | -                  | 2      | 4    |
| 전라북도 | 1      | -      | -                  | 1      | 2    |
| 경상남도 | 1      | -      | -                  | 2      | 3    |
| 경상북도 | 1      | -      | 1                  | 3      | 5    |
| 제주도   | -      | -      | -                  | 1      | 1    |

#### 면장 선거
| 정당               | 당선자수 |
| ------------------ | -------- |
| 자유당             | 282      |
| 민주당             | 9        |
| 대한독립촉성국민회 | 6        |
| 농민회             | 3        |
| 기타               | 1        |
| 무소속             | 243      |
| 총합               | 544      |

| 지역     | 자유당 | 민주당 | 대한독립촉성국민회 | 농민회 | 기타 | 무소속 | 합계 |
| -------- | ------ | ------ | ------------------ | ------ | ---- | ------ | ---- |
| 경기도   | 46     | 1      |                    | 1      |      | 58     | 106  |
| 강원도   | 47     |        | 1                  |        |      | 11     | 59   |
| 충청남도 | 16     | 2      |                    | 1      |      | 62     | 81   |
| 충청북도 | 42     |        |                    |        |      |        | 42   |
| 전라남도 | 26     | 1      |                    |        |      | 15     | 42   |
| 전라북도 | 30     | 1      |                    |        |      | 12     | 43   |
| 경상남도 | 24     | -      | 3                  | 1      |      | 40     | 68   |
| 경상북도 | 46     | 4      | 2                  |        | 1    | 45     | 98   |
| 제주도   | 5      |        |                    |        |      |        | 5    |

#### 시의회의원 선거
시의회의원 선거는 17개 시에서 실시되었는데 해당 시들의 총인구2,668,745명의 42%인 1,111,489명 중 80%에 해당하는 891,728명이 투표에 참여하여 378명의 의원을 선출하였다.
정당별 당선자
| 정당               | 당선자수 |
| ------------------ | -------- |
| 자유당             | 157      |
| 민주당             | 54       |
| 대한독립촉성국민회 | 17       |
| 농민회             | 1        |
| 기타               | 10       |
| 무소속             | 177      |
| 총합               | 416      |

#### 읍의회의원 선거
읍의회의원 선거는 72개 읍에서 실시되었는데 선거를 실시한 읍의 총인구 1,750,102명의 42%에 해당하는 734,538명 중 88%인 649,544명이 투표에 참여하여 1,115명의 의원을 선출하였다.
정당별 당선자
| 정당               | 당선자수 |
| ------------------ | -------- |
| 자유당             | 510      |
| 민주당             | 57       |
| 대한독립촉성국민회 | 28       |
| 농민회             | 3        |
| 기타               | 1        |
| 무소속             | 391      |
| 총합               | 990      |

#### 면의회의원 선거
면의회의원 선거는 1,308개 면에서 실시되었는데 선거를 실시한 면의 총인구수 13,464,023명의 42%에 해당하는 5,689,917명 중 5,295,462명이 투표에 참가하여 93%라는 높은 투표율을 보여 시·읍보다 지방의원 선거에 많은 관심을 가졌음을 알 수 있으며, 이 선거에서 당선된 면의회의원은 16,051명이었다.
정당별 당선자
| 정당               | 당선자수 |
| ------------------ | -------- |
| 자유당             | 10,823   |
| 민주당             | 231      |
| 대한독립촉성국민회 | 161      |
| 농민회             | 16       |
| 기타               | 33       |
| 무소속             | 4,284    |
| 총합               | 16,051   |

## 특별시·도의회의원 선거
1956년 8월 13일에 실시되었다
- 선거인수：8,421,772명
- 투표자수：7,223,605명
- 투표율(%)：86%
- 의석수：437석

정당별 당선자
| 정당               | 당선자수 |
| ------------------ | -------- |
| 자유당             | 249      |
| 민주당             | 98       |
| 대한독립촉성국민회 | 6        |
| 농민회             | 1        |
| 무소속             | 83       |
| 총합               | 437      |

| 지역       | 자유당 | 민주당 | 대한독립촉성국민회 | 농민회 | 무소속 | 합계 |
| ---------- | ------ | ------ | ------------------ | ------ | ------ | ---- |
| 서울특별시 | 1      | 40     |                    | 1      | 5      | 47   |
| 경기도     | 14     | 22     | 1                  |        | 8      | 45   |
| 강원도     | 23     | 1      |                    |        | 1      | 25   |
| 충청남도   | 37     | 6      |                    |        | 2      | 45   |
| 충청북도   | 29     |        |                    |        | 1      | 30   |
| 전라남도   | 47     | 10     |                    |        | 1      | 58   |
| 전라북도   | 22     | 6      |                    |        | 16     | 44   |
| 경상남도   | 21     | 6      | 4                  |        | 36     | 67   |
| 경상북도   | 40     | 7      | 1                  |        | 13     | 61   |
| 제주도     | 15     |        |                    |        |        | 15   |

## 참고 자료
- 대한민국 선거사 제1집[깨진 링크(과거 내용 찾기)]